# Music From "The Elder"
Music from "The Elder" je deveti studijski album američke hard rock skupine Kiss. Izdan je 10. studenoga 1981. godine.

## Popis pjesama
1. „Fanfare“ (Paul Stanley, Bob Erzin) – 1:22
2. „Just a Boy“ (Stanley, Erzin) – 2:37
3. „Odyssey“ (Tony Powers) – 5:49
4. „Only You“ (Gene Simmons) – 4:17
5. „Under the Rose“ (Simmons, Eric Carr) – 4:52
6. „Dark Light“ (Ace Frehley, Simmons, Anton Fig, Lou Reed) – 4:16
7. „A World Without Heroes“ (Stanley, Simmons, Ezrin, Reed) – 2:39
8. „The Oath“ (Stanley, Ezrin, Powers) – 4:33
9. „Mr. Blackwell“ (Simmons, Reed) – 4:53
10. „Escape from the Island“ (Frehley, Carr, Erzin) – 2:51
11. „I“ (Simmons, Erzin) – 5:04

## Osoblje
- Gene Simmons – vokal, bas
- Paul Stanley – glavni vokal, gitara
- Ace Frehley – vokal, gitara
- Eric Carr – bubnjevi, vokal

## Vanjske poveznice
- https://www.discogs.com/Kiss-Music-From-The-Elder/release/535106